# Warren Zevon (album)
Warren Zevon je druhé studiové album amerického hudebníka Warrena Zevona. Vydáno bylo v květnu roku 1976 společností Asylum Records. Nahráno bylo v Los Angeles a jeho producentem byl Jackson Browne. Umístilo se na 189. příčce hitparády Billboard 200. V roce 2008 vyšla jeho remasterovaná verze s bonusy.

## Seznam skladeb
Autorem všech skladeb je Warren Zevon.
1. Frank and Jesse James – 4:33
2. Mama Couldn't Be Persuaded – 2:53
3. Backs Turned Looking Down the Path – 2:27
4. Hasten Down the Wind – 2:58
5. Poor Poor Pitiful Me – 3:04
6. The French Inhaler – 3:44
7. Mohammed's Radio – 3:40
8. I'll Sleep When I'm Dead – 2:56
9. Carmelita – 3:32
10. Join Me in L.A. – 3:13
11. Desperados Under the Eaves – 4:45

## Obsazení
- Warren Zevon – zpěv, kytara, harmonika, klavír, aranžmá
- Jackson Browne – kytara, klavír, doprovodné vokály
- Lindsey Buckingham – kytara, doprovodné vokály
- Rosemary Butler – doprovodné vokály
- Jorge Calderón – doprovodné vokály
- Marty David – baskytara
- Ned Doheny – kytara
- Phil Everly – doprovodné vokály
- Glenn Frey – kytara, doprovodné vokály
- Bob Glaub – baskytara
- Don Henley – doprovodné vokály
- Billy Hinsche – doprovodné vokály
- Bobby Keys – saxofon
- David Lindley – banjo, housle, kytara
- Gary Mallaber – bicí
- Roy Marinell – baskytara
- Stevie Nicks – zpěv
- Bonnie Raitt – doprovodné vokály
- Fritz Richmond – jug
- Sid Sharp – smyčce
- J. D. Souther – doprovodné vokály
- Waddy Wachtel – kytara, doprovodné vokály
- Carl Wilson – doprovodné vokály, aranžmá zpěvu
- Jai Winding – klavír, varhany, syntezátor, zpěv
- Larry Zack – bicí
- Kenny Edwards – doprovodné vokály